# Glyphoglossus guttulatus
Glyphoglossus guttulatus es una especie de anfibio anuro de la familia Microhylidae. Esta rana se distribuye por Laos, Malasia, Birmania, Tailandia, Vietnam y Camboya. Habita entre la hojarasca de selvas tropicales en la cercanía de ríos. Se reproduce de manera explosiva, congregándose en grandes números tras lluvias fuertes.